# Дьоминська сільська рада
Дьо́минська сільська рада (рос. Дёминский сельский совет) — сільське поселення у складі Пономарьовського району Оренбурзької області Росії.
Адміністративний центр та єдиний населений пункт — селище Ріка Дьома.

## Населення
Населення — 774 особи (2019; 656 в 2010, 330 у 2002).